# Constantin Pantazi
Constantin Pantazi (n. 26 august 1888, Călărași – d. 23 ianuarie 1958, Râmnicu Sărat) a fost un general de armată român și ministru al apărării în perioada 23 ianuarie 1942 - 23 august 1944. A fost unul din cei mai fideli adepți ai ex-generalului Ion Antonescu. Pentru crime de război a fost degradat și condamnat la moarte, condamnare care a fost comutată în închisoare pe viață.

## Biografie
S-a distins în Bătălia de la Oituz (1917), din anul 1917 și a fost decorat cu Ordinul „Mihai Viteazul”, clasa III, pentru modul cum și-a condus compania din Regimentul de Vânători de Munte. 
„Pentru curajul și avântul cu care în lupta de la 6-8 august 1917 a condus linia I-a a batalionului, la atacul dat asupra poziției inamice de la Cireșoaia, iar în luptele de ka 27-29 a condus personal operația tăierii sârmelor uvrajului inamic, dintr-o mască care se găsea la numai 15 pași de rețele.”
Înalt Decret no. 1191 din 16 octombrie 1917:p. 104
La data de 8 iunie 1940 a fost înaintat la gradul de general de divizie.
Devenit Conducător al Statului Român în Guvernul național-legionar, Ion Antonescu l-a numit pe Pantazi la 7 septembrie 1940 subsecretar de stat la Ministerul Apărării Naționale și reconfirmat la 14 septembrie 1940 ca subsecretar de stat pe lângă Departamentul Apărării Naționale, pentru Armată.
La 22 septembrie 1941, după moartea într-un accident a gen. Alexandru Ioanițiu, gen. de corp de armată adjutant Iosif Iacobici a fost eliberat din funcția de ministru al apărării naționale și numit șef al Marelui Stat Major și al Marelui Cartier General al trupelor de operațiuni. Conducerea Ministerului Apărării Naționale a fost preluată interimar în aceeași zi de mareșalul Antonescu, care i-a delegat generalului de divizie Constantin Pantazi, subsecretar de Stat la Departamentul Apărării Naționale pentru Armata de Uscat, conducerea ministerului și atribuțiile plenipotente de a semna „toate decretele privitoare la numiri de persoane, precum și pe acele privitoare la materii urgente” pe tot timpul lipsei sale.
La 22 ianuarie 1942 Pantazi a fost numit ministru secretar de stat al apărării naționale.
Pantazi a fost arestat la 23 august 1944, judecat în „lotul Antonescu” și trecut din oficiu în poziția de retragere, alături de mareșalul Antonescu și de alți comandanți militari cu rang înalt ai regimului antonescian, care au fost acuzați că „prin activitatea lor în funcțiunile sau comenzile ce au avut, au sprijinit conducerea politico-militară a Mareșalului Antonescu Ioan, contribuind astfel la dezastrul Armatei”, prin decretul nr. 312 din 6 februarie 1945. În 1946, Tribunalul Poporului din București l-a condamnat la moarte, pentru crime de război. Premierul Petru Groza i-a comutat pedeapsa cu moartea în muncă silnică pe viață, în timp ce Pantazi era dus spre locul de execuție  Arhivat în 27 septembrie 2007, la Wayback Machine..
Primul ministru Groza și ministrul de justiție Lucrețiu Pătrășcanu au semnat decretul la 1 iunie 1946 și l-au înaintat, pentru contrasemnare, Regelui Mihai I.  Arhivat în 11 octombrie 2007, la Wayback Machine.
Constantin Pantazi a murit în 1958 în penitenciarul de la Râmnicu Sărat.

## Lucrări publicate
- Cu Mareșalul până la moarte. Memorii, Editura Publiferom, București, 1999

## Decorații
- Ordinul „Steaua României” în gradul de Comandor (8 iunie 1940)[11]
- Ordinul „Coroana României” în gradul de Mare Cruce (7 noiembrie 1941)[12]
- Ordinul „Mihai Viteazul”, clasa III, 16 octombrie 1916[2]:p. 104